# Suzuki Kentaro
Kentaro Suzuki (sinh ngày 2 tháng 6 năm 1980) là một cầu thủ bóng đá người Nhật Bản.

## Sự nghiệp câu lạc bộ
Kentaro Suzuki đã từng chơi cho Shonan Bellmare, Montedio Yamagata, Tokyo Verdy, Albirex Niigata và Ventforet Kofu.